# Соликамский рабочий
«Солика́мский рабо́чий» — общественно-политическая газета города Соликамска.

## История
29 апреля 1938 года вышел в свет первый номер газеты «Соликамский рабочий» (орган горкома ВКП(б) и городского Совета депутатов трудящихся). Тираж — 1200 экземпляров, две полосы формата А3.
В 40-50-е годы «Соликамский рабочий» — орган горкома КПСС, городского и районного совета народных депутатов.
7 декабря 1990 года принят документ об учреждении статуса «Соликамского рабочего» как общественно-политического издания. Учредителями газеты стали городской Совет народных депутатов и редакция газеты.
С 1 июля 1992 года газета сменила название — «Соликамские вести».
В сентябре 1994 года в редакции создан отдел рекламы и объявлений.
20 июля 1996 года газета впервые была сверстана на компьютерном оборудовании прямо в редакции. А отпечатана на офсетной машине в Соликамской типографии.
С июля 1997 года «Соликамские вести» выходила три раза в неделю.
30 декабря 1999 года редакция газеты «Соликамские вести» была реорганизована в МУП "Издательский дом «Соликамские вести», учредителем которого выступила администрация города Соликамска.
3 апреля 2000 года газета «Соликамские вести» вновь стала «Соликамским рабочим». Учредителями выступили МУП "ИД «Соликамские вести» и администрация города Соликамска.
С апреля 2005 года газета стала издаваться форматом А2.
С января 2008 года выпуск по четвергам стал полноцветным.
В октябре 2008 года МУП "ИД «Соликамские вести» реорганизован. На смену ему возник холдинг «Соликамск — МЕДИА», объединивший газету «Соликамский рабочий» и редакцию соликамского телевидения.
В январе 2009 года газета стала издаваться форматом А3.
Выпуски газеты хранятся в МБУ «Соликамский городской архив». Материалы с 2010 года хранятся в архиве в формате pdf.

## Главные редакторы
С апреля 1938 года — Зоя Семенова.
1939-1942 гг. — Фёдор Селиванов.
1942-1945 гг. — Аркадий Шпаер.
1945-1948 гг. — Алексей Хоробрых.
1948-1958 гг. — Аркадий Солоуров.
1958-1963 гг. — Сергей Тиунов.
1964-1966 гг. — Рафаэль Нурсубин.
1966-1981 гг. — Надежда Копылова.
1981-1999 гг. — Ювиналий Чирков.
1999-2000 гг. — Олег Опутин.
2000-2004 гг. — Валентина Новожилова.
2004-2010 гг. — Марина Вагина.
2010-2012 гг. — Олег Опутин.
2012-2014 гг. — Юлия Сидорова.
2014 г. — Елена Корнева.

## Тематические рубрики и подборки газеты
• Рейд «Соликамская глубинка»
• Рейд «Как живешь, микрорайон?»
• Приложение «Беседка»

## Награды
Подтверждением высокого уровня профессионального мастерства журналистов «Соликамского рабочего» являются многочисленные награды областного, а ныне краевого фестиваля «Журналистская весна» пермской организации Союза журналистов России.
1998 год.
- Лауреат в номинации «Газета — лидер в работе с молодёжью».
- Марина Вагина — лауреат в номинации «Проблемы морали и нравственности».
- Алевтина Мазунина — лауреат в номинации «Лучший журналист по экологическим проблемам».

1999 год.
- Лауреат в номинации «Газета — лидер в массовой работе с читателями».
- Лауреат в номинации «Газета — лидер по работе с молодёжной аудиторией».

Призёры:
- Алевтина Мазунина (экономика).
- Николай Федосеев (социальная тема).
- Татьяна Аглямова («Открытие года»).
- Гарай Аллахвердиев (фотокорреспондент).
- Марина Вагина («Мастер репортажа»).

2000 год.
- Марина Вагина — лауреат в номинации «Лучший репортер».

2001 год.
Призёры:
- Маргарита Чиркова — «Лучший журналист по социально-правовым вопросам».
- Гарай Аллахвердиев — «Лучший фотокорреспондент».
- Марина Вагина — «Мастер портретных зарисовок».
- Алевтина Мазунина (экономика).

2002 год.
- Лауреат в номинации «Лучшая городская газета Прикамья».
- Лауреат в номинации «Лучшая газетная акция».

2003 год.
- Лауреат в номинации «Лучший дизайн газеты».

2004 год.
- Дипломант в номинации «Газета — лидер рекламной политики».

2005 год.
- Лауреат в номинации «Лучший дизайн газеты».
- Дипломант в номинации «Лучшая городская газета Прикамья».
- Дипломант в номинации «Газета — лидер массовой работы с читателями».
- Дипломант в номинации «Газета — лидер в работе с молодёжной аудиторией».
- Маргарита Фольц — лауреат в номинации «Журналистское расследование».
- Марина Вагина — лауреат в номинации «Мастер портретных зарисовок».

2006 год.
- Дипломант в номинации «Городская газета года».
- Дипломант в номинации «Газета — лидер массовой работы с читателями».
- Дипломант в номинации — «Газета — лидер рекламной политики».
- Ювиналий Чирков — дипломант в номинации «Верность профессии».
- Тематические странички «Молодёжный саквояж» и «Буратино» — победители в номинации «Лучший дизайн».

2007 год.
- Лауреат в номинации — «Газета — лидер рекламной политики».
- Дипломант в номинации «Лучшая городская газета Прикамья».
- Дипломант в номинации «Газетная акция года».
- Дипломант в номинации «Газета — лидер работы с детской аудиторией».
- Алевтина Мазунина — лауреат в номинации «Журналистское расследование».
- Марина Вагина — лауреат в номинации «Лучший репортер».

2008 год.
- Лауреат в номинации « Газета — лидер в массовой работы с читателями».
- Лауреат в номинации «Лучший дизайн газеты».
- Дипломант в номинации «Городская газета года».
- Наталья Ковалева — дипломант в номинации «Социально-правовая защита населения».
- Дипломант в номинации «Газета — лидер в рекламной политике».
- Марина Вагина — лауреат в номинации «Материал года» • Татьяна Тарновская — дипломант в номинации «Лучший фотокорреспондент».

2009 год.
- Наталья Ковалева — дипломант в номинации «Журналистское расследование».
- Марина Вагина — дипломант в номинации «Лучший публицист».
- Дипломант в номинации «Местное самоуправление с народом и для народа».

2018 год.
- Дипломант в номинации «Городская газета года».
- Дипломант в номинации «Лучший специальный журналистский проект».
- Марина Вагина — дипломант — дипломант в номинации «Экология».
- Ольга Татаркина — дипломант в номинации «Мастер зарисовки»[1]

## Соликамская школа юных корреспондентов
Существует с 1996 года при Дворце пионеров (ныне Центр развития творчества детей и юношества «Звездный»). Юные корреспонденты или юнкоры постоянные участники газетных акций и нередко становятся авторами публикаций в «Соликамском рабочем». Ребята участвуют и побеждают во всевозможных конкурсах начинающих журналистов и самостоятельно выпускают газету «ЮнкориКО».
Многие воспитанники школы юнкоров выбрали для себя в дальнейшем профессию журналиста. Сейчас они работают в ведущих издательствах, аналитических центрах и газетах Екатеринбурга, Перми, Березников, Соликамска.